# Krasnowola (hromada Luboml)
Krasnowola (ukr. Красново́ля) – wieś na Ukrainie w rejonie kowelskim, w obwodzie wołyńskim. W II Rzeczypospolitej miejscowość wchodziła w skład gminy wiejskiej Bereźce w powiecie lubomelskim województwa wołyńskiego. Do II wojny światowej w pobliżu miejscowości znajdowały się wsie Kąty i Sawosze.
Do 2020 w rejonie lubomelskim.